# Raúl García (piłkarz)
Raúl García Escudero (ur. 11 lipca 1986 w Pampelunie) – hiszpański piłkarz, występujący na pozycji pomocnika.

## Kariera klubowa

### Początki
Urodził się 11 lipca 1986 w stolicy Nawarry, Pampelunie. Piłkę nożną rozpoczął trenować w wieku 7 lat w małym klubiku Ardoi na przedmieściach Pampeluny. W styczniu 1999 zwyciężył ze swoją szkołą w turnieju regionalnym, na którym to został wypatrzony przez skautów Osasuny.

### Osasuna Pampeluna
Raul trafił do jednej z grup młodzieżowych Osasuny w 1999. Na debiut w pierwszej drużynie czekał 4 lata, a miał on miejsce 11 grudnia 2003 w meczu towarzyskim przeciwko Beira Mar. W 2004 razem ze swoimi kolegami zdobył młodzieżowe wicemistrzostwo Hiszpanii, a 27 lipca tegoż roku został oficjalnie przeniesiony do pierwszego składu drużyny z Pampeluny. Jego debiut w Primera División nastąpił 24 października 2004 na Camp Nou w spotkaniu z FC Barcelona. Swojego pierwszego gola w lidze strzelił w meczu z Athletic Bilbao.
W sezonie 2003/2004 wystąpił 28-krotnie w drużynie rezerw Osasuny i zdobył trzy bramki. W następnym sezonie był już wprawdzie w pierwszym zespole, ale zagrał tylko dwa razy, w dodatku jako zmiennik. W sezonie wywalczył sobie 2005/2006. miejsce w pierwszym składzie. Z Osasuną zajął czwarte miejsce w tabeli, gwarantujące grę w eliminacjach Ligi Mistrzów. W III rundzie eliminacyjnej Osasuna odpadła z rozgrywek po meczach z Hamburger SV.

### Atlético Madryt
Mimo zainteresowania takich klubów jak Real Madryt czy Liverpool, postanowił podpisać pięcioletni kontrakt z Atlético Madryt. Suma transferu wyniosła ok. 13 mln euro. W 2011 wrócił do Osasuny na zasadzie wypożyczenia.

## Statystyki klubowe
| Sezon   | Klub            | Kraj      | Liga               | Mecze | Bramki | Puchar Kraju | Mecze | Bramki | Rozgrywki Europy               | Mecze | Bramki |
| ------- | --------------- | --------- | ------------------ | ----- | ------ | ------------ | ----- | ------ | ------------------------------ | ----- | ------ |
| 2004/05 | Osasuna B       | Hiszpania | Segunda División B | 28    | 3      | -            | -     | -      | -                              | -     | -      |
| 2004/05 | CA Osasuna      | Hiszpania | Primera División   | 2     | 0      | Puchar Króla | 1     | 0      | -                              | -     | -      |
| 2005/06 | CA Osasuna      | Hiszpania | Primera División   | 33    | 5      | Puchar Króla | 1     | 0      | -                              | -     | -      |
| 2006/07 | CA Osasuna      | Hiszpania | Primera División   | 33    | 4      | Puchar Króla | 5     | 0      | Liga Mistrzów UEFA Puchar UEFA | 2 12  | 0 1    |
| 2007/08 | Atlético Madryt | Hiszpania | Primera División   | 35    | 0      | Puchar Króla | 5     | 0      | Puchar UEFA                    | 7     | 1      |
| 2008/09 | Atlético Madryt | Hiszpania | Primera División   | 36    | 3      | Puchar Króla | 2     | 0      | Liga Mistrzów UEFA             | 10    | 1      |
| 2009/10 | Atlético Madryt | Hiszpania | Primera División   | 20    | 0      | Puchar Króla | 9     | 0      | Liga Mistrzów UEFA Liga Europy | 3 9   | 0 0    |
| 2010/11 | Atlético Madryt | Hiszpania | Primera División   | 29    | 1      | Puchar Króla | 5     | 0      | Liga Europy                    | 6     | 0      |
| 2011/12 | Atlético Madryt | Hiszpania | Primera División   | 0     | 0      | -            | -     | -      | Liga Europy                    | 2     | 0      |
| 2011/12 | CA Osasuna      | Hiszpania | Primera División   | 33    | 11     | Puchar Króla | 2     | 0      | -                              | -     | -      |
| 2012/13 | Atlético Madryt | Hiszpania | Primera División   | 30    | 5      | Puchar Króla | 8     | 2      | Liga Europy UEFA               | 8     | 2      |
| 2013/14 | Atlético Madryt | Hiszpania | Primera División   | 34    | 9      | Puchar Króla | 7     | 4      | Liga Mistrzów UEFA             | 12    | 4      |
| 2014/15 | Atlético Madryt | Hiszpania | Primera División   | 31    | 5      | Puchar Króla | 4     | 2      | Liga Mistrzów UEFA             | 10    | 2      |
| 2015/16 | Atlético Madryt | Hiszpania | Primera División   | 1     | 0      | -            | -     | -      | -                              | -     | -      |
| 2015/16 | Athletic Bilbao | Hiszpania | Primera División   | 30    | 7      | Puchar Króla | 2     | 1      | Liga Europy UEFA               | 9     | 3      |
| 2016/17 | Athletic Bilbao | Hiszpania | Primera División   | 36    | 10     | Puchar Króla | 3     | 3      | Liga Europy UEFA               | 7     | 1      |
| 2017/18 | Athletic Bilbao | Hiszpania | Primera División   | 34    | 10     | Puchar Króla | 2     | 1      | Liga Europy UEFA               | 9     | 1      |
| 2018/19 | Athletic Bilbao | Hiszpania | Primera División   | 33    | 9      | Puchar Króla | 1     | 0      | -                              | -     | -      |
| 2019/20 | Athletic Bilbao | Hiszpania | Primera División   | 35    | 15     | Puchar Króla | 8     | 0      | -                              | -     | -      |
| 2020/21 | Athletic Bilbao | Hiszpania | Primera División   | 34    | 5      | Puchar Króla | 6     | 3      | -                              | -     | -      |
| 2021/22 | Athletic Bilbao | Hiszpania | Primera División   | 35    | 6      | Puchar Króla | 5     | 1      | -                              | -     | -      |
| 2022/23 | Athletic Bilbao | Hiszpania | Primera División   | 35    | 2      | Puchar Króla | 7     | 1      | -                              | -     | -      |
| 2023/24 | Athletic Bilbao | Hiszpania | Primera División   | 20    | 1      | Puchar Króla | 5     | 0      | -                              | -     | -      |